# Thomas Cook Airlines Belgium
Pour les articles homonymes, voir Thomas Cook Airlines.
Thomas Cook Airlines Belgium  était une compagnie aérienne belge fondée en 2002 qui dépendait du groupe touristique Thomas Cook. En 2017, elle est reprise par Brussels Airlines.

## Historique
Thomas Cook Airlines Belgium fut fondée le 12 mars 2002 avec, pour base, l'aéroport de Bruxelles.
Elle profita de différentes faillites de compagnies aériennes belges, dont la faillite de la Sabena, mais surtout celle de CityBird, société moins importante que la Sabena mais qui était une compagnie charter, devenue le partenaire aérien le plus important pour les voyagistes du groupe Thomas Cook en Belgique. Elle assurait tant les vols long-courrier que les vols européens. 
Thomas Cook Airlines Belgium assure alors exclusivement des vols court et moyen-courrier pour le compte des voyagistes Thomas Cook, Pegase et Neckermann. Les vols long-courrier de ces voyagistes sont effectués au départ de Francfort par la compagnie-sœur allemande Condor sur des avions du type Boeing 767-300ER, la liaison de Bruxelles à Francfort se faisant sur des vols réguliers Lufthansa. Auparavant, ils étaient assurés par Jetairfly dont les deux Boeing 767-300 avaient reçu, pour l'occasion, une livrée neutre ne portant aucun nom visible.
En 2014, Thomas Cook Airlines débarque à l'aéroport de Lille-Lesquin, en France, et s’unit en 2015 avec XL Airways France qui transporte dès lors les passagers du voyagiste.
Le 27 octobre 2017, Thomas Cook Airlines Belgium cesse ses activités à la suite de son rachat par Brussels Airlines et de son intégration dans celle-ci. 140 membres du personnel (sur 200), ainsi que deux Airbus A320, intègrent Brussels Airlines. Les 40 membres du personnels restant intègreront quant à eux l'entreprise néerlandaise SHS Aviation.

## Flotte

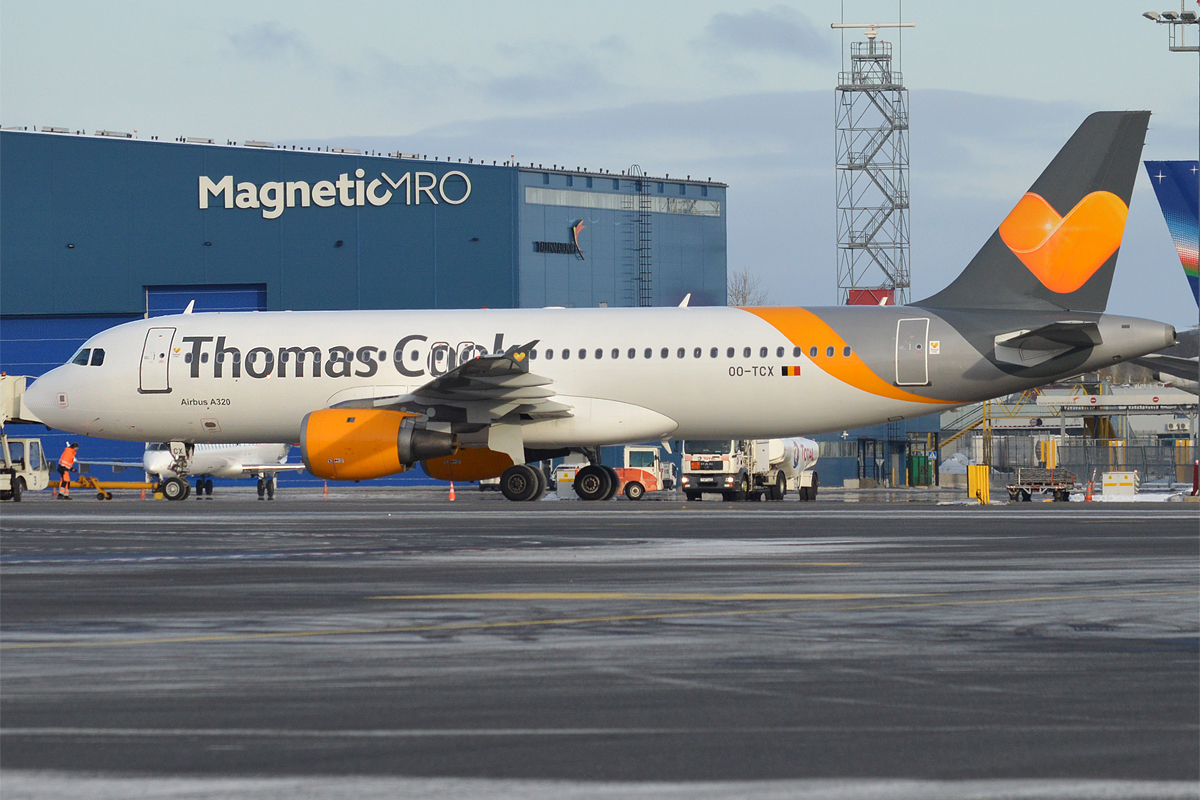
L'un des cinq Airbus A320 de Thomas Cook Airlines Belgium avec la nouvelle livrée de 2013.

## Réseau
Avant sa reprise par Brussels Airlines, la compagnie Tomas Cook Airlines Belgium proposait 53 destinations au départ de l'aéroport de l'aéroport de Bruxelles.. La compagnie effectuait des vols réguliers ainsi que des vols charters vers la Méditerranée, la Turquie, l'Égypte, l’Afrique du Nord, les Canaries et le Cap-Vert.